# سوناو تاوارا

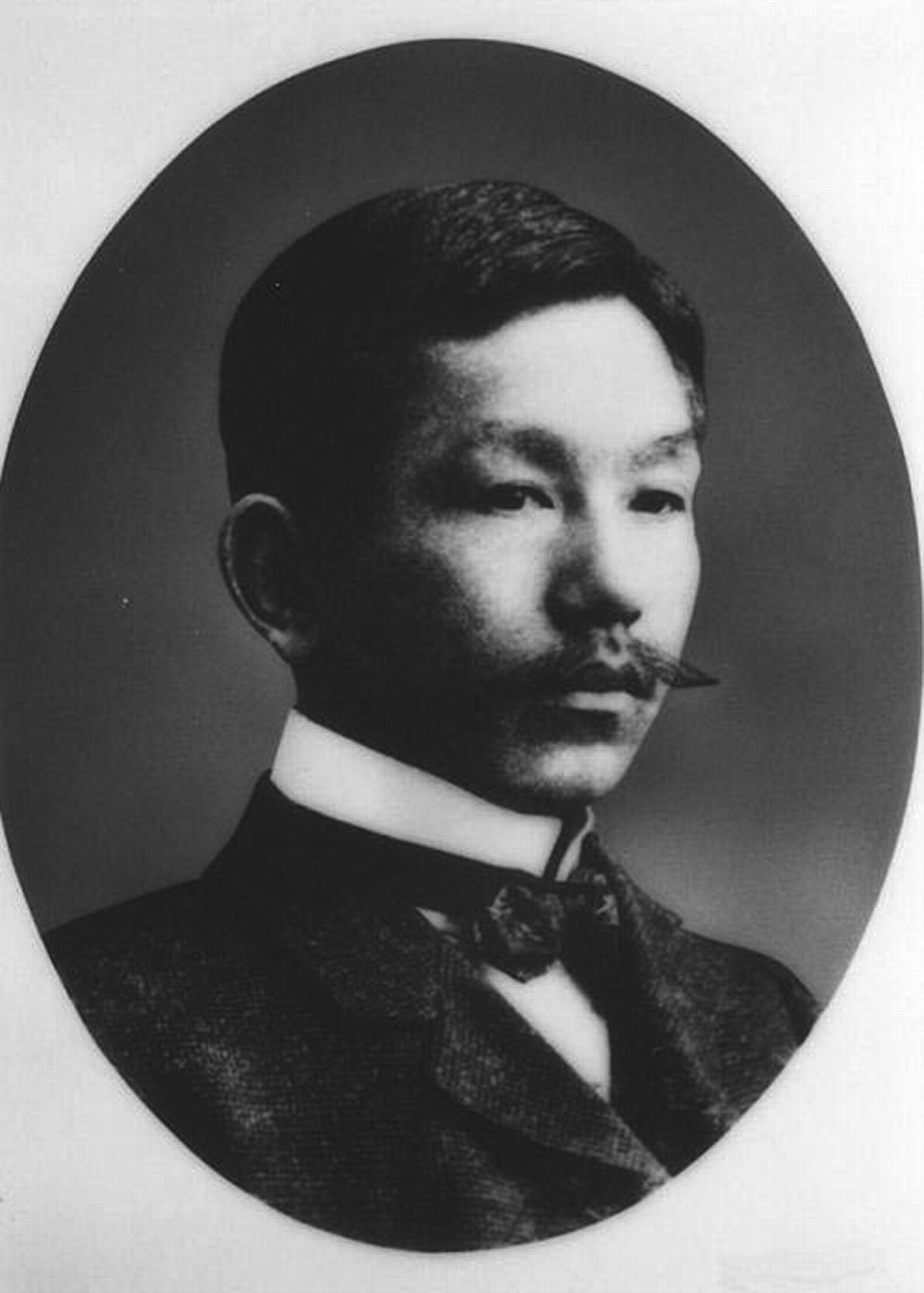
سوناو تاوارا

سوناو تاوارا (باليابانية: 田原 淳) ـ (5 يوليو 1873 ـ 19 يناير 1952) هو عالم أمراض ياباني، اشتهر باشتراكه في اكتشاف العقدة الأذينية البطينية مع أستاذه الألماني لودفيغ أشوف.
ولد تاوارا في محافظة أويتا، وحصل على شهادة الطب من مدرسة الطب بجامعة طوكيو الإمبراطورية سنة 1901، ثم سافر إلى ألمانيا للدراسة بجامعة ماربورغ بين عامي 1903 و1906، حيث درس علمي الأمراض والتشريح المرضي على يد العالم الألماني لودفيغ أشوف، الذي اشترك معه في أبحاث مهمة في تشريح القلب وأمراضه.
عُين تاوارا أستاذًا مساعدًا لعلم الأمراض في جامعة كيوشو الإمبراطورية في فوكوكا عقب عودته من ألمانيا، وفي سنة 1908 حصل على درجة الأستاذية.

## معرض صور

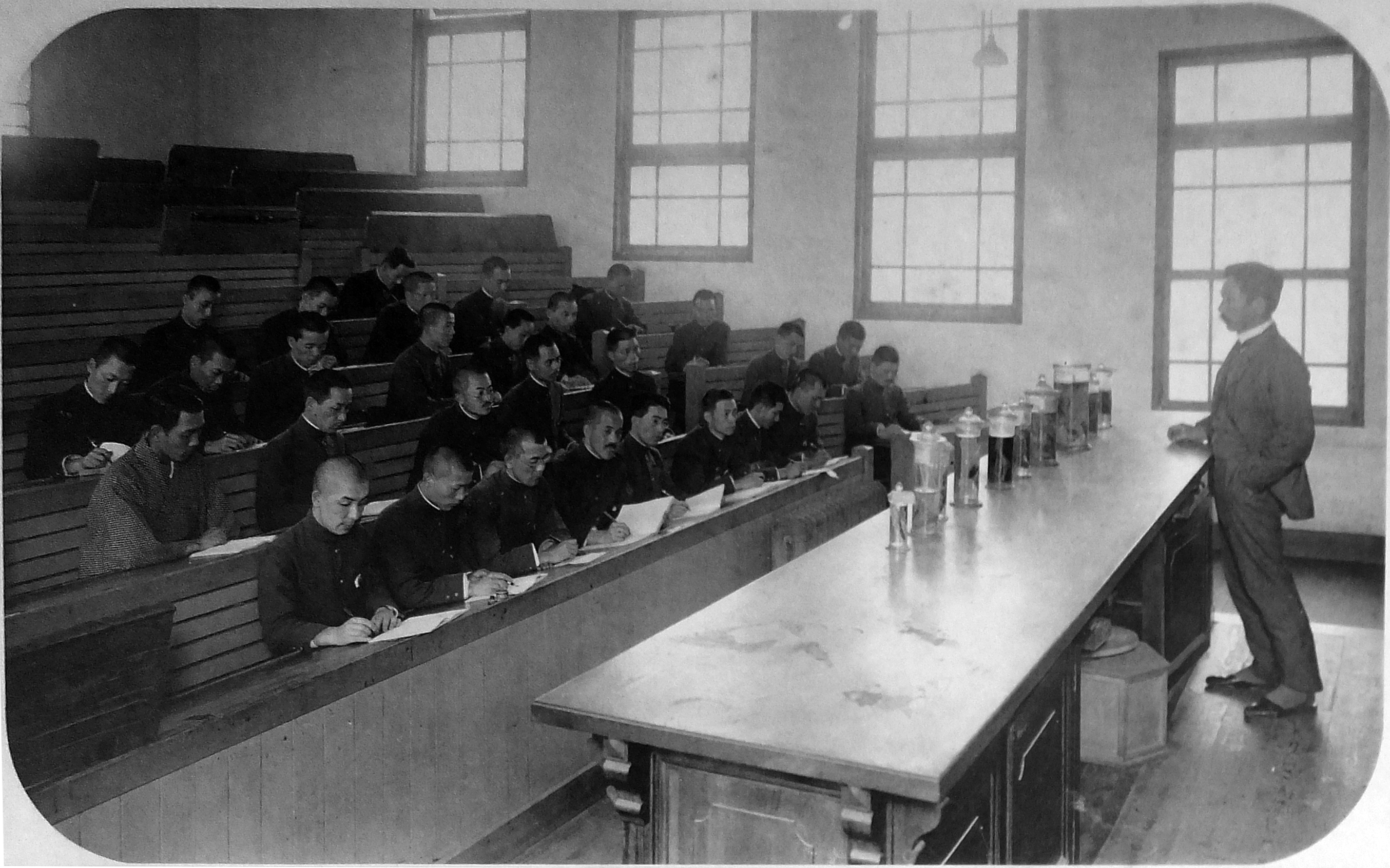
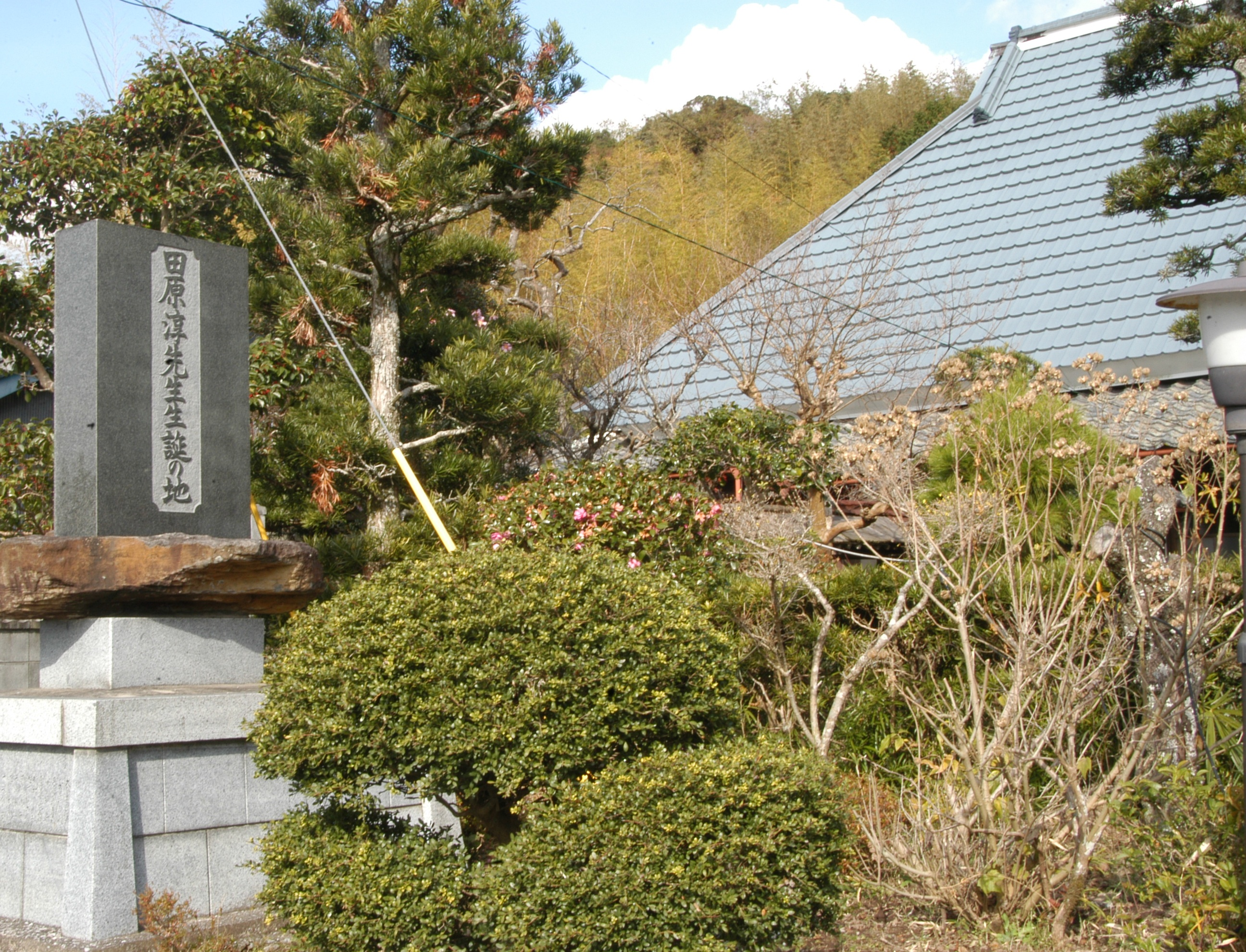
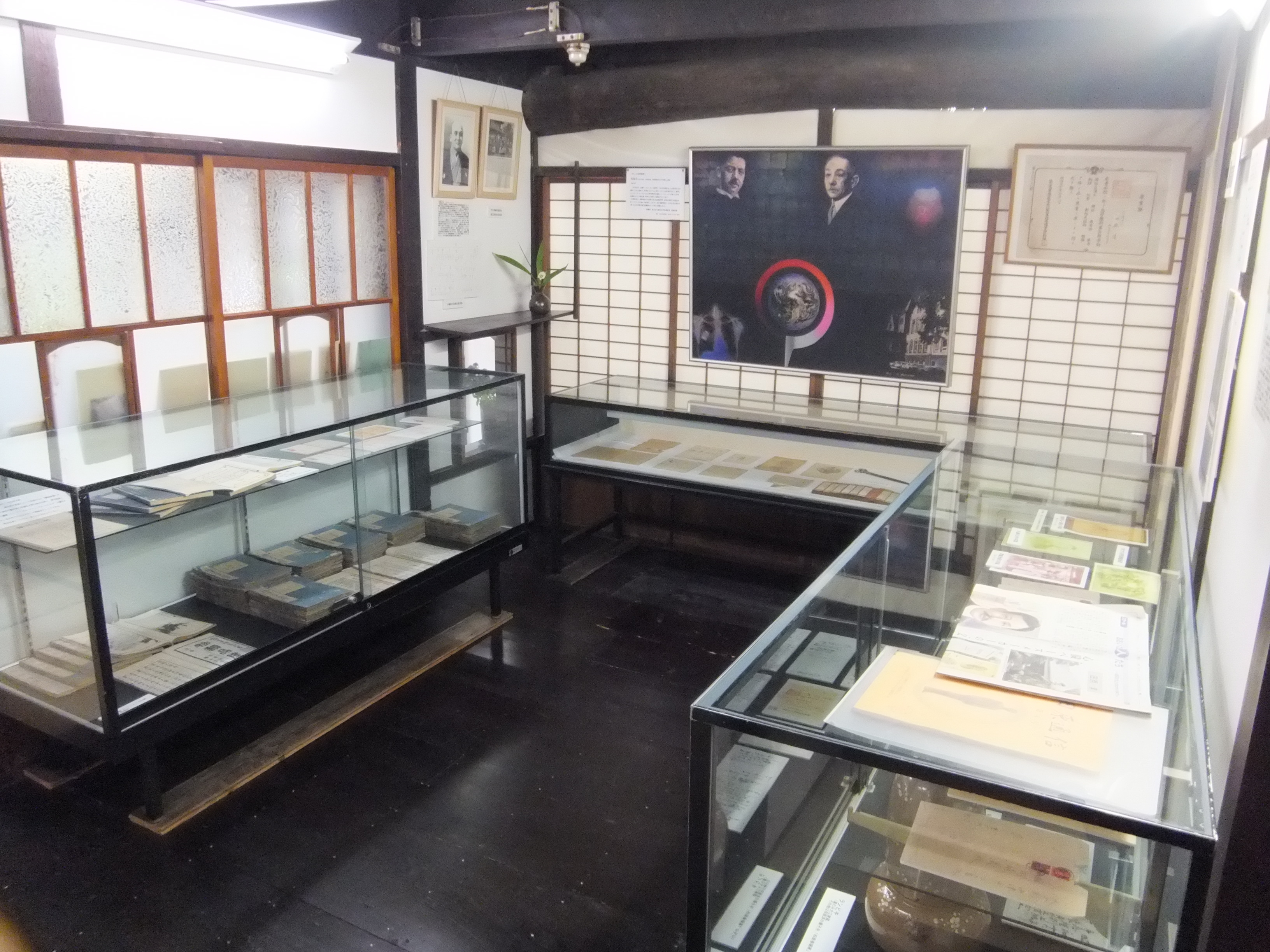